# Chapelle Saint-Roch de Tuzaguet
La chapelle Saint-Roch de Tuzaguet est un édifice religieux catholique située à Tuzaguet, dans le département français des Hautes-Pyrénées en région Occitanie.

## Présentation
La chapelle est située en Barousse.

## Historique
La chapelle a été construite en 1911, date inscrite au-dessus de l'entrée.
Lors de la restauration de la chapelle en 2012, une messe à la mémoire de saint Roch fut célébrée par l'évêque de Tarbes et de Lourdes Mgr Nicolas Brouwet, sur l'invitation du maire de Tuzaguet, Thierry Hachet.

## Description

### Intérieur
- Le chœur : au centre saint Roch, dessous une statue de sainte Thérèse de Lisieux, à gauche Notre-Dame de Lourdes, à droite saint Joseph et l'Enfant Jésus.
- L'autel et le tabernacle sont plâtre.
- Sur l'autel, un crucifix, sur la façade de l'autel les initiales S & R de saint Roch, en bas une statue de Notre-Dame de Lourdes.
- Des petites sculptures du chemin de croix ornent l'intérieur.
- Sur la gauche, sainte Jeanne d'Arc et un vitrail orné de fleurs.
- Sur la droite, sainte Bernadette et un vitrail, au fond un tableau de saint Roch.

## Galerie

Sélection de vues de la chapelle
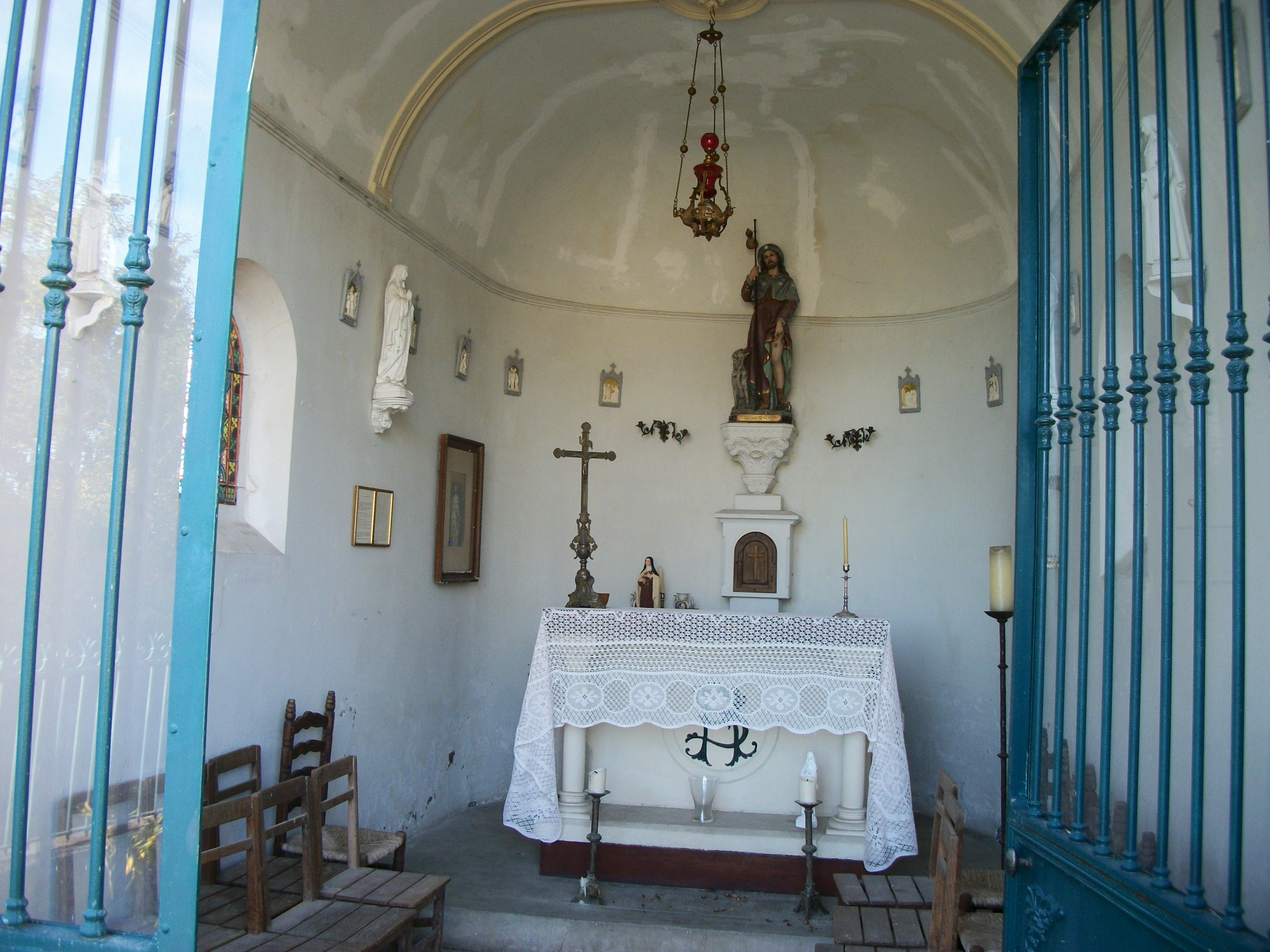
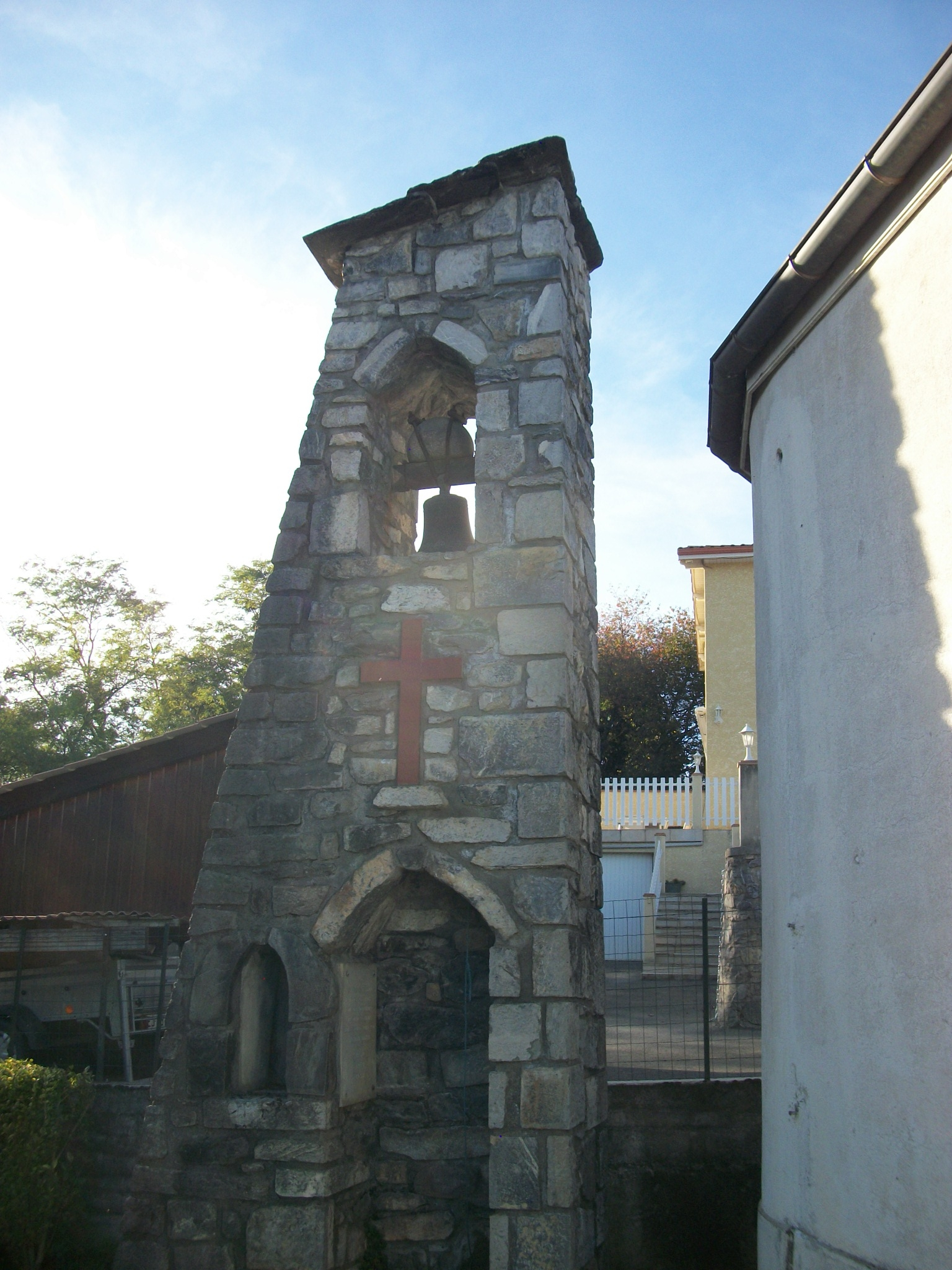
Le clocher attenant à la chapelle